# Cincinnati Time Store
Cincinnati Time Store — експериментальний роздрібний магазин, який створив американський анархіст-індивідуаліст Джозая Воррен, щоб перевірити свої теорії, засновані на власній інтерпретації трудової теорії вартості. Діяв у Цинциннаті від 18 травня 1827 року до травня 1830 року. Його вважають першим випадком використання для оплати праці векселів та першим експериментом у мютюелізмі.

## Історія
Магазин відкрився у травні 1827 року на перетині вулиць 5th Street та Elm Street. Щоб покрити накладні витрати магазину, всі пропоновані для продажу товари мали невелику націнку (від 4 до 7 відсотків), що було значно менше, ніж у конкурентів. Розплачуватись за купівлю потрібно було не грошима, а зобов'язанням виконати роботу, еквівалентну сумі, проставленій у чеку. Причому розрахуватися в такий незвичайний спосіб можна було не лише за товари, а й за послуги інших людей, оголошення яких розміщувалися на спеціальній дошці в цьому магазині. Стандартним еквівалентом праці слугувала кукурудза — 12 фунтів (приблизно 5 кг) кукурудзи можна було обміняти на годину праці.
Діяльність магазину виявилася досить успішною, товари в ньому були значно дешевшими, ніж у конкурентів, хоча Воррен стверджував, що він не намагається протиставити свій магазин іншим, звичайним. У цьому районі міста з'явився такий самий магазин іншого власника. Хоча торгівля в магазині йшла успішно, залишалася проблема визначення кількості праці, еквівалентної отриманому товару: були складнощі у зіставленні різних видів праці та визначенні винагороди за неї. У травні 1830 року Уоррен відійшов від цього експерименту, дійшовши висновку, що він удався.